# پیارو
پیارو (تلفظ به انگلیسیPEE-yah-ro) یکی از شهرهای استان تونگوراهوا واقع در کشور اکوادور است. پیارو در ۱۹ کیلومتری شمال‌شرقی آمباتو، مرکز استان تونگوراهوا قرار دارد.